# Аруена
Аруена је измишљени лик из романа Силмарилиона и Господар прстенова чувеног енглеског писца Роналд Руел Толкина.
Вилинска принцеза Ривенделa. Аруена је била ћерка Елрондa полувилењака и краљице Келебријане. Рођена године 241. трећег доба Сунца, сматрана је највећом лепотицом свог доба. Вилењаци су је знали као Вечерњу Звезду, а људи често звали Ундомијела, или „вечерња дева“. Скоро три хиљаде година она је живела у Ривенделу и Лотлоријену. 2951. срела се са Арагорном II, наследником дунедаинских краљевстава, и заљубила се у њега. 2980. они су се заручили, али Елронд је забранио овај брак док Арагорн II не постане краљ. Арагорнови подвизи у Рату прстена као резултат су имали испуњење Елрондових услова, и Аруена је постала Арагорнова краљица. За Аруену је то представљало храбар избор, јер је тим браком одабрала да подели судбину коначности свих смртника.